# Ljungaverk
Ljungaverk is een plaats in de gemeente Ånge in het landschap Medelpad en de provincie Västernorrlands län in Zweden. De plaats heeft 917 inwoners (2005) en een oppervlakte van 283 hectare.